# Big Boy – Der aus dem Dschungel kam
Big Boy – Der aus dem Dschungel kam (Original: The World’s Greatest Athlete) ist ein Film der Walt Disney Company aus dem Jahre 1973 unter der Regie von Robert Scheerer. Der Hauptdarsteller Jan-Michael Vincent bekam im gleichen Jahr den Bravo Otto in Gold verliehen.

## Handlung
Coach Archer ist Sporttrainer am Merrivale College und steht wegen Erfolglosigkeit kurz vor der Kündigung. Während einer Urlaubsreise in Afrika, die er gemeinsam mit seinem Assistenten Milo Jackson unternimmt, trifft er auf Nanu, einen Weißen, der alleine im Dschungel aufgewachsen ist. Im Laufe der Jahre wurde Nanu zu einem Top-Athleten in allen Bereichen, der sogar einem Geparden davonrennen kann. Archer schafft es mit einem Trick, Nanu aus dem Dschungel als Schüler zu seiner Schule zu bringen, allerdings nur in Begleitung seines „spirituellen Lehrmeisters“ Gazenga. In den USA angekommen wird Nanu die Lehrerin Jane als „Tutorin“ zur Seite gestellt. Die beiden kommen sich näher, was Janes Freund Leopold dazu veranlasst alles zu versuchen, um Nanu wieder loszuwerden.

## Kritik
Das Lexikon des internationalen Films schrieb, die Inszenierung sei eine „weithin witzige, gefällig unterhaltende Mischung aus Tarzan-Parodie, Sport-Satire und Fernseh-Persiflage.“